# Franco Bieler
Franco Bieler (ur. 6 grudnia 1950 w Gressoney-Saint-Jean) – włoski narciarz alpejski. Najlepszym wynikiem Bielera na igrzyskach olimpijskich było 8. miejsce w gigancie na igrzyskach w Innsbrucku w 1976 r. Nie startował na mistrzostwach świata. Najlepsze wyniki w Pucharze Świata osiągnął w sezonie 1975/1976, kiedy to zajął 11. miejsce w klasyfikacji generalnej, a w klasyfikacji giganta był siódmy.

## Sukcesy

### Puchar Świata

#### Miejsca w klasyfikacji generalnej
- 1972/1973 – 41.
- 1975/1976 – 11.
- 1976/1977 – 12.
- 1977/1978 – 54.

#### Miejsca na podium
1. Morzine – 18 stycznia 1976 (gigant) – 1. miejsce
2. Kitzbühel – 16 stycznia 1977 (slalom) – 3. miejsce
3. Åre – 20 marca 1977 (slalom) – 2. miejsce